# Lanius somalicus
Il fiscal somalo (Lanius somalicus Hartlaub & Heuglin, 1859) è un uccello passeriforme della famiglia Laniidae. 
Si trova a Gibuti in Etiopia e in Somalia nel Corno d'Africa, nonché in Kenya nella regione dei Grandi Laghi africani. Il suo habitat naturale è localizzato in arbusteti secchi subtropicale o tropicale.